# Železniční most přes Jenisej
Železniční most přes Jenisej překonává řeku Jenisej v Krasnojarsku, sloužil dopravě po Transsibiřské magistrále. Na Světové výstavě v roce 1900 v Paříži ocenil zvláštní výbor vedený Gustave Eiffelem projekt zlatou medailí. V roce 2007 byla ocelová konstrukce rozebrána do šrotu.